# 劉本 (永樂進士)
劉本（？—？），浙江慈人，明朝政治人物，同進士出身。

## 生平
永樂四年（1406年）登丙戌科同進士。后選為翰林院庶吉士，編撰永樂大典。